# 1999년 하계 스페셜 올림픽
제10회 하계 스페셜 올림픽 세계 대회는 1999년 6월 6일부터 7월 4일까지 미국 더럼, 롤리, 채플힐에서 열린 스페셜 올림픽이다.